# Enicospilus geus
Enicospilus geus là một loài tò vò trong họ Ichneumonidae.